# Život me je prevario
Život me je prevario je drugi studijski album Koketa. Izdat je 1994. godine. Izdavačka kuća je In takt rekords, a aranžer i producent Džemo Novaković. Bek-vokale je pevala Elvira Rahić, a tekstove napisali Eso Purić, Fahrudin Pecikoza i sam Koke (tekst pesme Malo vina, malo pjesme je pisao i kriminalac Zijad Turković).

## Pesme
1. Venem u samoći
2. Na tvojoj svadbi ja neću piti
3. Malo vina, malo pjesme
4. Dođi srećo
5. Sarajevo
6. Hladne kiše padaju
7. Život me je prevario
8. Idi, idi sruši sve

## Spoljašnje veze
- {{#ifeq: |yes|https://www.discogs.com/release/5404798%7CŽivot me je prevario na sajtu  (jezik: engleski)